# پولیتیش آبتایلونگ
پولیتیش آبتایلونگ (به آلمانی: Politische Abteilung) که «گشتاپوی اردوگاه‌های کار اجباری» نیز نامیده می‌شود، یکی از ۵ اداره اردوگاه‌های کار اجباری آلمان نازی بود که توسط سازمان بازرسی اردوگاه‌های کار اجباری برای اداره کردن اردوگاه‌ها ایجاد شده بود. به عنوان نمایندگان گشتاپو و پلیس جنایی (Kripo)، پولیتیش آبتایلونگ به مهم‌ترین اداره از این ۵ بخش سیاسی تبدیل شد.
پولیتیش آبتایلونگ پس از آن شکل گرفت که رایشسفورر-اس‌اس هاینریش هیملر از تئودور آیکه درخواست کرد تا به ایجاد سامانه‌ای اقدام نماید که بتواند اردوگاه‌های کار اجباری را اداره کند.

## وظایف

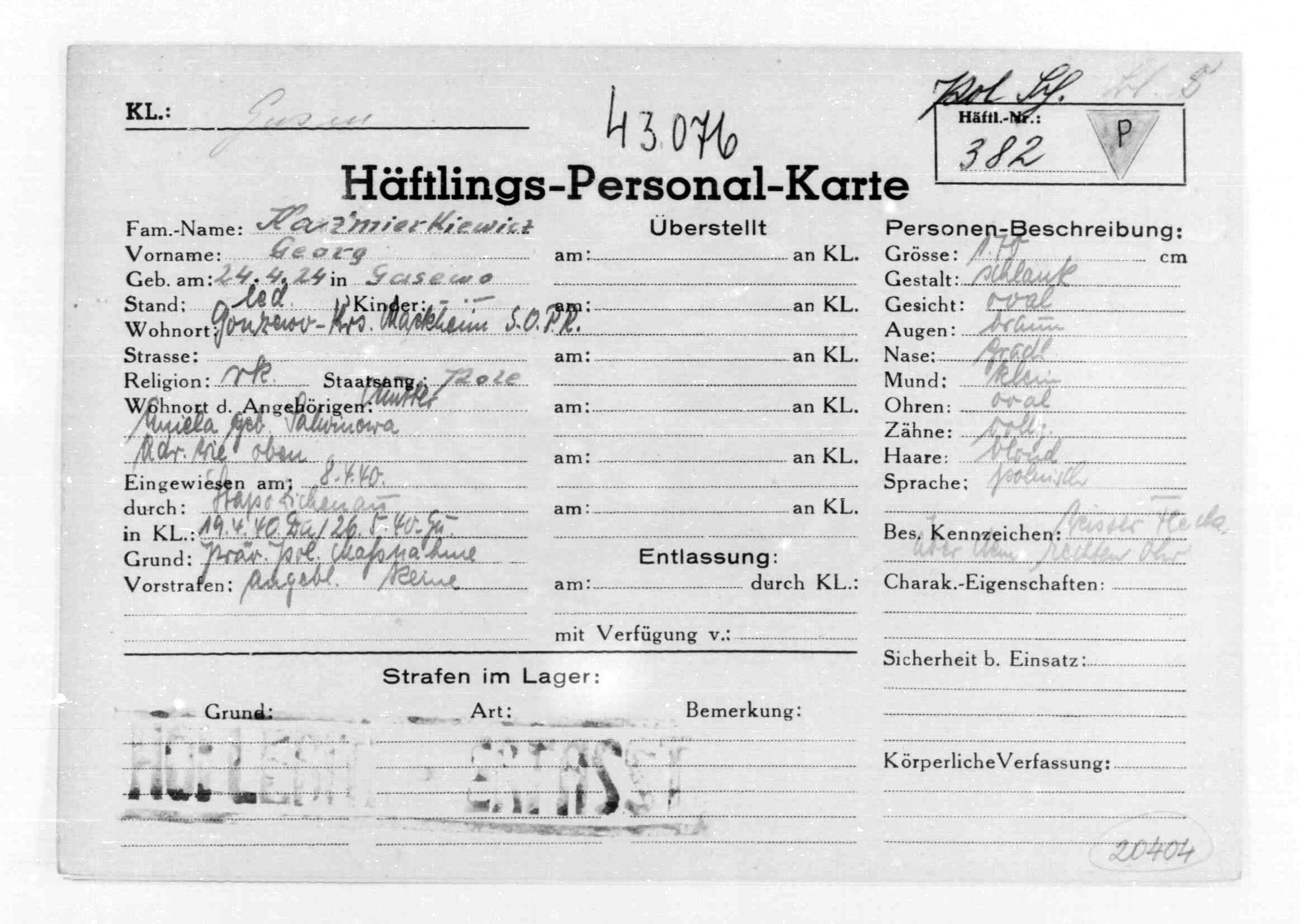
پرونده یکی از زندانیان با ذکر مواردی که به خاطرشان زندانی شده‌است.

پولیتیش آبتایلونگ به پنج یا شش بخش تقسیم شده بود که هر یک وظیفه ویژه‌ای را بر عهده داشتند. برای نمونه، در اردوگاه آشویتس، وظایف پولیتیش آبتایلونگ شامل این‌ها می‌شدند:
- ثبت اسناد شناسایی
- تحقیقات جنایی
- بازجویی‌ها
- سرویس اطلاعاتی
- نظارت بر زندانیان
- ثبت احوال در اردوگاه (گاهی اوقات همراه با نظارت بر مرده‌سوزخانه)

ثبت احوال اردوگاه به ثبت نام زندانیان هنگام پذیرش و نیز ثبت ایشان در هنگام ترک آنجا می‌پرداخت، خواه توسط آزاد شدن ، انتقال، فرار یا مرگ. پرونده برای زندانیان ایجاد می‌شد، از آن‌ها عکس‌های پرتره گرفته می‌شد، شرح فیزیکیشان ذکر می‌شد، جزئیات مختصری دربارهٔ زندگی زندانی ثبت می‌شد، و در نهایت اثر انگشتشان گرفته می‌شد.
پولیتیش آبتایلونگ همچنین وظایف پلیس اردوگاه‌ها را انجام می‌داد و این کار را به زیرمجموعه‌های تخصصی تقسیم می‌کرد. گروه سرویس نظارت، اسناد شناسایی زندانیان را تهیه می‌کرد، گروه دیگری تحقیقات و بازجویی‌ها را انجام می‌داد و گروه سوم نظارت بر زندانیان را بر دوش داشت. این شامل مبارزه با گروه‌های مقاومت پنهانی اردوگاه، و جلوگیری از فرار زندانیان بود. این بخش به خاطر بازجویی‌های سخت، شکنجه و اعدام معروف بود و زندانیان از اعضای اس‌اس این بخش ترس بسیار داشتند.